# Liste der Hochhäuser in Ohio
In der Liste der Hochhäuser in Ohio werden die Hochhäuser im US-Bundesstaat Ohio ab einer strukturellen Höhe von 100 Metern aufgezählt. Das bedeutet die Höhe bis zum höchsten Punkt des Gebäudes ohne Antenne.

## Auflistung der Hochhäuser nach Höhe
| Nr. | Name                               | Stadt      | Höhe                          | Etagen | Baujahr | Status |
| --- | ---------------------------------- | ---------- | ----------------------------- | ------ | ------- | ------ |
| 1.  | Key Tower                          | Cleveland  | 288,6 m (Höhe bis zur Spitze) | 57     | 1991    | Erbaut |
| 2.  | Terminal Tower                     | Cleveland  | 235 m (Höhe bis zur Spitze)   | 52     | 1930    | Erbaut |
| 3.  | Great American Tower               | Cincinnati | 201,2 m                       | 40     | 2011    | Erbaut |
| 4.  | BP Tower                           | Cleveland  | 200,6 m                       | 45     | 1985    | Erbaut |
| 5.  | Rhodes State Office Tower          | Columbus   | 191,7 m                       | 41     | 1973    | Erbaut |
| 6.  | Carew Tower                        | Cincinnati | 175 m                         | 49     | 1931    | Erbaut |
| 7.  | LeVeque Tower                      | Columbus   | 169,2 m                       | 47     | 1927    | Erbaut |
| 8.  | Wiliam Green Building              | Columbus   | 161,5 m (Höhe bis zur Spitze) | 33     | 1990    | Erbaut |
| 9.  | Tower at Erieview                  | Cleveland  | 161,2 m                       | 40     | 1964    | Erbaut |
| 10. | Huntington Center                  | Columbus   | 156,1 m                       | 37     | 1984    | Erbaut |
| 11. | Vern Riffe State Office Tower      | Columbus   | 153 m                         | 32     | 1988    | Erbaut |
| 12. | PNC Tower                          | Cincinnati | 150,9 m                       | 31     | 1913    | Erbaut |
| 13. | One Nationwide Plaza               | Columbus   | 148 m                         | 40     | 1976    | Erbaut |
| 14. | Scripps Center                     | Cincinnati | 142,7 m                       | 26     | 1990    | Erbaut |
| 15. | Franklin County Courthouse         | Columbus   | 141,4 m                       | 27     | 1991    | Erbaut |
| 16. | AEP Building                       | Columbus   | 139 m                         | 31     | 1983    | Erbaut |
| 17. | One Cleveland Center               | Cleveland  | 137,2 m                       | 31     | 1983    | Erbaut |
| 18. | Fifth Third Center                 | Cleveland  | 135,9 m (Höhe bis zur Spite)  | 27     | 1991    | Erbaut |
| 19. | Borden Building                    | Columbus   | 133,5 m                       | 34     | 1974    | Erbaut |
| 20. | Carl B. Stokes Federal Courthouse  | Cleveland  | 131,1 m                       | 23     | 2002    | Erbaut |
| 21. | Fifth Third Center                 | Cincinnati | 129 m                         | 32     | 1969    | Erbaut |
| 22. | Justice Center                     | Cleveland  | 128 m                         | 26     | 1977    | Erbaut |
| 23. | Federal Building                   | Cleveland  | 127,7 m                       | 31     | 1967    | Erbaut |
| 24. | One Seagate                        | Toledo     | 125,3 m                       | 32     | 1982    | Erbaut |
| 25. | Chemed Center                      | Cincinnati | 125 m                         | 32     | 1991    | Erbaut |
| =   | Convergys Center                   | Cincinnati | 125 m                         | 29     | 1984    | Erbaut |
| =   | National City Center               | Cleveland  | 125 m                         | 35     | 1980    | Erbaut |
| 28. | Kettering Tower                    | Dayton     | 124,4 m                       | 29     | 1970    | Erbaut |
| 29. | Three Nationwide Plaza             | Columbus   | 124 m                         | 27     | 1988    | Erbaut |
| 30. | Fiberglass Tower                   | Toledo     | 121,9 m                       | 30     | 1970    | Erbaut |
| 31. | AT Tower                           | Cleveland  | 118,9 m                       | 29     | 1971    | Erbaut |
| 32. | MeadWestvaco Building              | Dayton     | 117,4 m                       | 26     | 1976    | Erbaut |
| 33. | Hilton Cincinnati Netherland Plaza | Cincinnati | 113,4 m                       | 31     | 1931    | Erbaut |
| 34. | Chiquita Center                    | Cincinnati | 112,2 m                       | 29     | 1984    | Erbaut |
| =   | National City Bank Building        | Toledo     | 112,2 m                       | 27     | 1932    | Erbaut |
| 36. | One Columbus Center                | Columbus   | 112 m                         | 26     | 1987    | Erbaut |
| 37. | Ameritech Building                 | Cleveland  | 111,3 m                       | 24     | 1927    | Erbaut |
| 38. | Rhodes Tower                       | Cleveland  | 110,6 m                       | 23     | 1971    | Erbaut |
| 39. | Columbus Center                    | Columbus   | 108,8 m                       | 25     | 1964    | Erbaut |
| 40. | Eaton Center                       | Cleveland  | 108,5 m                       | 28     | 1983    | Erbaut |
| 41. | PNC Center                         | Cincinnati | 108 m                         | 27     | 1979    | Erbaut |
| 42. | Atrium Two                         | Cincinnati | 107 m                         | 30     | 1984    | Erbaut |
| =   | US Bank Tower – Westin Hotel       | Cincinnati | 107 m                         | 26     | 1981    | Erbaut |
| 44. | Capitol Square                     | Columbus   | 106,7 m                       | 26     | 1984    | Erbaut |
| =   | Millennium Hotel                   | Cincinnati | 106,7 m                       | 32     | 1977    | Erbaut |
| 46. | Continental Center                 | Columbus   | 105 m                         | 26     | 1973    | Erbaut |
| 47. | One Dayton Centre                  | Dayton     | 102,4 m                       | 20     | 1989    | Erbaut |
| 48. | 40 West 4th Centre                 | Dayton     | 101,2 m                       | 22     | 1969    | Erbaut |
| 49. | FirstMerit Tower                   | Akron      | 100,6 m                       | 27     | 1931    | Erbaut |
| 50. | Fifth Third Center                 | Dayton     | 100 m                         | 18     | 1988    | Erbaut |
| =   | Michael DiSalle Building           | Toledo     | 100 m                         | 22     | 1982    | Erbaut |